# 陰森之子
《陰森之子》是一款由Newnight開發的生存恐怖電子遊戲，是2018的電子遊戲《陰森》的續作。本作以搶先體驗模式，於2023年2月23日在遊戲平台Steam上以Windows作業系統發表。
2024年2月23在遊戲平台Steam上正式推出V.1正式版

## 遊戲玩法
近似前作《陰森》，玩家將操控置身一座充斥著食人族的島嶼的主角，建造武器和建築以提高存活率。 
除外，遊戲新增了友善的非玩家角色群，其中一位凱文（Kelvin），玩家能夠對聾啞的他下達書面指令來完成簡單的任務，譬如採集製作所需資源或是生火。 
玩家還會遇到維吉尼亞（Virginia），擁有三隻腿和三隻手臂的她備有武器能夠在玩家戰鬥時提供協助。本作相較前作的地圖，大了整整四倍。 在合作模式中，遊戲支援最多八名玩家，玩家亦能夠選擇單人遊玩。 根據玩家的行動，會獲得不同結局。

## 遊戲大綱
接續《陰森》玩家若選擇拯救兒子的結局，由PuffCorp公司雇用的傭兵團被派送到一座名為Site 2島嶼（前作為Site 1），目的是為了尋找失蹤數月的PuffCorp企業創辦人Edward Puffton及其妻子Barbara和女兒維吉尼亞。然而，傭兵團的直升機遭到不明襲擊者擊墜，其中一名傭兵在事故中存活下來，卻被穿著銀色大衣的人擊昏，甦醒後身邊只有一套求生組合包、GPS追蹤器，以及另一名僱傭兵凱文。他因墜毀事故失聰。
傭兵與凱文合作建造營地並採集資源以在野外和疑似是居住在島上的突變食人族的攻擊下生存。當情況穩定下來，傭兵著手運用GPS追蹤器探索島嶼和發掘特別的地點。在探索過程中，傭兵發現各式各樣由PuffCorp企業建造的地下堡壘和設施，並得知更多有關Site 2 的內幕和PuffCorp企業對該島嶼的意圖。Site 2 島嶼和Site 1 一樣，皆有具備未知力量的古代遺跡，還有先前尚未發現的金礦。PuffCorp企業利用將島嶼改造成度假村作為掩飾收購島嶼，秘密地與Site 1島嶼的擁有者Sahara Therapeutics企業搶奪名為「Cube」的古代遺物的控制權。傭兵也發現到了Edward和PuffCorp高層在晚宴上突然突變成食人族的監視器畫面，意味島上的食人族便是先前島上的居民。
傭兵之後遇見了一位友善的突變者維吉尼亞，用某種方式既保留了她的智力，也維持了理智。在搜索另一座地下堡壘時，傭兵撞見了Tim Leblanc和Eric Leblanc，前作的父子檔，同樣受僱於PuffCorp企業尋找Edward Puffton和他的家人。然而，在銀色大衣男子上前向Leblanc父子攀談、傭兵被突變怪物攻擊到失去意識後，傭兵與他們拆散了。他繼續探索PuffCorp企業的設施，終於發現了Cube的研究資料，而資料中提到了Cube穿越不同維度的潛力。傭兵亦得知了Cube每八個朔望月便會啟動一次，到時候島上只有Cube內部是安全的。傭兵推測Cube的啟動是造成島上大量突變的主因，且下一次啟動很快就要到了。
情況危急之際，傭兵取得一套特殊黃金裝甲並用來打開通往Cube的道路。他們在路上碰見另一種極具攻擊性的突變者，對十字架極為反感，若暴露在十字架過久就會自焚。傭兵和Tim最終抵達Cube，並趕在Cube關閉之前進入，將銀色大衣男子關在外面。Cube啟動之時，Tim癲癇發作並短暫地分裂成好幾種不同版本的他，直到Cube向他們顯示一個充滿未來感的異星城市。之後Cube回復原狀並再度開啟，被關在外面的銀色大衣男子早已突變。傭兵和Tim回到了地面，Eric和直升機正在那裡等著他們，接下來有兩種可能的不同結尾：
若玩家決定回去取得他們的生存組合包，傭兵會決定留在島上，Leblanc父子會逕自離開。若玩家決定登上直升機，傭兵會跟著Leblanc父子離開島嶼。若凱文和維吉尼亞活下來並陪同傭兵抵達Cube，他們也會一同跟著直昇機離開。

## 開發
《陰森之子》曾被延期兩次。該作在2019年預告遊戲會在2022年5月初釋出。到了2022年3月25日，遊戲被推延至2022年10月。根據開發商Endnight Games的說法，延期是為了「實現我們對生存遊戲更進一步的理想」。
同年8月，遊戲再度被延期至最終發行日，2023年2月23日。
為了避免更多延期，宣布遊戲將以搶先體驗的模式發行。

## 評價
《陰森之子》超越了《星空》，成為Steam平台上被列入最多次願望清單的遊戲。
遊戲在釋出後24小時之內售出200萬份，在發售日當天擁有超25萬名在線玩家在Steam平台上遊玩，
成為當時Steam最暢銷的遊戲。
IGN 評論道：「陰森之子繼承了前作所有的精髓，且表現得更好一些」，其中包括更進步的AI、更大的地圖和遊戲圖像，但也點出其差勁的完善程度和未完成的遊戲故事。